# Sammir
Jorge Sammir Cruz Campos (Itabuna, 1987. április 23. –) brazil származású, horvát válogatott labdarúgó, jelenleg a Lokomotiva Zagreb játékosa. Posztját tekintve támadó középpályás.

## Pályafutása

### Válogatott
A horvát válogatottban 2012. október 12-én mutatkozhatott be egy Macedónia elleni vb-selejtező mérkőzésen.

## Sikerei, díjai
Dinamo Zagreb
- Horvát bajnok: 2007–08, 2008–09, 2009–10, 2010–11, 2011–12, 2012–13, 2013–14
- Horvát kupagyőztes: 2006–07, 2007–08, 2008–09, 2010–11, 2011–12